# Telefonata a tre mogli
Telefonata a tre mogli (Phone Call from a Stranger) è un film del 1952 diretto da Jean Negulesco basato su un racconto di I. A. R. Wylie.

## Trama
Un avvocato in crisi matrimoniale scampa fortunosamente a un incidente aereo e decide di visitare le famiglie di tre persone che non hanno avuto la sua stessa fortuna. Ognuno di loro, come lui, aveva vissuto o stava vivendo un momento di grande dolore: il primo aveva ucciso qualche anno addietro tre persone guidando ubriaco, il secondo assisteva la moglie invalida dopo che lei lo aveva tradito, e la terza aveva lasciato il marito per dedicarsi allo spettacolo. Tutti e tre, al contrario dell'avvocato, avevano però trovato il modo di rimediare agli errori: il primo aveva deciso di costituirsi una volta atterrato, l'altro uomo aveva trovato il coraggio di perdonare la moglie, mentre l'attrice stava tornando dal marito perché aveva compreso quanto lo amasse. In qualità di unico sopravvissuto l'avvocato si sente in dovere di visitare i familiari delle vittime per dire loro quanto valessero i loro cari perduti. Sarà la moglie di uno di loro a dare a lui la forza di riprovare a rimettere in sesto il suo matrimonio.

## Nota
Il film è conosciuto anche col titolo Telefonata da uno sconosciuto, mentre il titolo con cui viene più comunemente riportato fu una trovata del distributore italiano per spacciarlo come una specie di seguito di Lettera a tre mogli (A Letter to Three Wives), film del 1949 di Joseph L. Mankiewicz con cui nulla ha a che fare.